# Municipio de Union (condado de Fulton, Pensilvania)
El municipio de Union (en inglés: Union Township) es un municipio ubicado en el condado de Fulton en el estado estadounidense de Pensilvania. En el año 2000 tenía una población de 634 habitantes y una densidad poblacional de 8 personas por km².

## Geografía
El municipio de Union se encuentra ubicado en las coordenadas 39°47′30″N 78°14′49″O / 39.79167, -78.24694.

## Demografía
Según la Oficina del Censo en 2000 los ingresos medios por hogar en la localidad eran de $35,865 y los ingresos medios por familia eran de $39,531. Los hombres tenían unos ingresos medios de $30,139 frente a los $17,232 para las mujeres. La renta per cápita de la localidad era de $16,448. Alrededor del 7,5% de la población estaba por debajo del umbral de pobreza.